# Parnassius hunza
Parnassius hunza – gatunek motyla z rodziny paziowatych. Spotykany jest w Afganistanie, Pakistanie i północnych Indiach. Angielska nazwa to Hunza Banded Apollo.